# Retro soul
Retro soul, subgénero musical del soul que surgió con la caída del esplendor del género. Apareció de la derivación del deep soul, haciéndolo más comercial y ligero. Surgió a principios de los años '70. A mediados de los años '80 contó con bastante audiencia gracias a artistas como Johnnie Taylor y Little Milton, y al apoyo de compañías discográficas como Ichiban y Malaco, que empezaron a editar álbumes a nuevos artistas del género. A principios de los '90 la mayoría de estos artistas empezaron a ser influidos por el urban y las nuevas tendencias de la música afroamericana.

## A
- Johnny Adams
- Kip Anderson

## B
- Bobby Blue Band
- Barbara Carr
- W.C. Clark
- Willie Clayton
- Robert Cray

## H
- ZZ Hill
- The Holmes Brothers
- Cissy Houston

## J
- Millie Jackson

## M
- Little Milton
- Mighty Sam McClain
- The Memphis Horns

## P
- Poonanny

## R
- Bobby Rush

## S
- Peggy Scott Adams
- Marvin Sease
- Mem Shannon

## W
- Lee Shot Williams

- Datos: Q6106812